# Maxim's
Maxim's là một nhà hàng danh tiếng ở Paris. Nằm ở số 3 phố Royale quận 8, Maxim's rất gần nhà thờ Madeleine và quảng trường Concorde.
Nhà hàng Maxim's do Maxime Gaillard, một bồi bàn, mở ngày 7 tháng 4 năm 1893. Bắt đầu là một quán rượu nhỏ, Maxim's đã trở thành một trong những nhà hàng nổi tiếng nhất Paris. Với sự thúc đẩy của diễn viên sân khấu Irma de Montigny, người đã lôi kéo những khách hành thượng lưu và sang trọng, Maxim's trở thành điểm hẹn ưu thích của giới quý tộc Paris trong thời kỳ Belle Époque.
Sau đó, Eugène Cornuché đã mua lại nhà hàng này. Năm 1900, Eugène Cornuché mời các nghệ sĩ trường phái Nancy và Louis Marnez tới trang trí lại nhà hàng theo phong cách Tân nghệ thuật cho Triển lãm thế giới tại Paris. Nhà hàng Maxim's là khung cảnh trong hồi 3 của vở operet La Veuve joyeuse của Franz Lehar vào năm 1905.
Năm 1932, Maxim's được bán lại cho Octave Vaudable. Octave Vaudable đã lựa chọn khách hàng, áp đạt trang phục và ưu đãi những khách hàng thường xuyên, khách hàng nổi tiếng hay giàu có. Các khánh hàng nghệ sĩ và các nhân vật như Belle Otéro, Édouard VII, Marcel Proust, Georges Feydeau, Mistinguett, Sacha Guitry, Tristan Bernard hay Cocteau đã góp phần củng cố danh tiếng cho Maxim's. Trong đó nhà viết kịch Georges Feydeau đã việt vở La Dame de Chez Maxim's (Cô ả nhà hàng Maxim's).
Trong thời kỳ chiến đóng của Đức Quốc xã, Maxim's trở thành nhà hàng đặc quyền ưu đãi cho các sĩ quan Đức. Thống chế Hermann Göring đã ăn tối ở đây vào ngày 28 tháng 6 năm 1940. Sau giải phóng nước Pháp, nhà hàng lại đón tiếp nhiều gương mặt lớn của điện ảnh thời kỳ đó như Onassis, Callas, Martine Carol và cả Marlène Dietrich.
Cuối những năm 1950, các công nhân đã khám phá trong các con chạch của nhà hàng nhiều đồng Louis vàng, nhẫn, kim cương và rubi. Trong những năm 1950 đến 1970, dưới sự lãnh đạo của con trai Octave Vaudable là Louis, Maxim's trở nên một trong những nhà hàng nổi tiếng nhất thế giới và cũng là một trong những nhà hàng đắt nhất. Cùng với vợ là Magguy, Louis Vaudable giữ cho Maxim's tiếng tăm trên thế giới. Vào tháng 7 năm 1979, nơi đây ghi nhận là công trình lịch sử Pháp.
Năm 1980, con trai họ, François Vaudable nối nghiệp và đã bành trướng nhà hàng. Nhưng sau đó François đã bán lại Maxim's cho Pierre Cardin. Từ năm 1981, Pierre Cardin phát triển một dáng vẻ quốc tế, thay đổi ba tầng của tòa nhà thành một bảo tàng Tân nghệ thuật với rất nhiều buổi biểu diễn, dạ hội cho giới trẻ.
Hiện nay Maxim's phát triển thành một hệ thống quốc tế với các nhà hàng ở Monte-Carlo,Việt Nam, Bắc Kinh, Genève, Tokyo, Thượng Hải và Bruxelles.